# 八ツ面駅
八ツ面駅（やつおもてえき）は、かつて愛知県幡豆郡西尾町八ツ面（現・西尾市八ツ面町）にあった、名鉄（旧）西尾線の駅。

## 歴史
八ツ面山行楽客の利用を意図して西尾鉄道が1912年（明治45年）に八ツ面山南麗に新設した駅である。開業後、西尾鉄道では行楽客向けの休憩所の建設が協議されるなど観光開発が試みられたが、これは時期尚早であったようで成果は上がらなかった。1918年（大正7年）には臨時駅に変更されており、西尾鉄道が愛知電気鉄道と合併し愛電西尾線となった1927年（昭和2年）頃のダイヤでは上下2往復のみが八ツ面駅に停車し、あとは通過していた。
その後1929年（昭和4年）4月1日の電化・改軌時に八ツ面駅は廃止されるが、翌年4月3日に復活している。復活後の八ツ面駅がいつまで営業していたかはっきりしていないが、1941年（昭和16年）に名鉄が発行した沿線案内図に八ツ面駅の記載が確認できる。
- 1912年（明治45年）3月1日 - 西尾鉄道三和川（1917年廃止） - 久麻久間に開業[8]。
- 1918年（大正7年）12月1日 - 臨時駅に変更[4]。
- 1926年（大正15年）12月1日 - 愛知電気鉄道が西尾鉄道を合併。岡崎新 - 西尾 - 吉田港間を西尾線とする。
- 1929年（昭和4年）4月1日 - 廃止。同時に西尾線が電化・改軌される[6]。
- 1930年（昭和5年）4月3日 - 再開業（廃止時期不明）[6]。
- 1943年（昭和18年）12月16日 - 西尾線 岡崎新 - 西尾間が不要不急路線となり休止される。

## 利用状況
西尾鉄道社報によると年間乗降客数は1914年（大正3年）度は2,385人、1916年（大正5年）度は1,327人であった。八ツ面駅は旅客専用であり、貨物の取扱は無かった。